# Le Chant de guerre
Le Chant de guerre est un tableau peint par Albert Gleizes en 1915 à Toul. Cette huile sur toile cubiste est un portrait de Florent Schmitt, à qui elle est dédiée. Elle est conservée au musée national d'Art moderne, à Paris.

## Expositions
- Le Cubisme, Centre national d'art et de culture Georges-Pompidou, Paris, 2018-2019.